# ビッグ・ジョン・スタッド
ビッグ・ジョン・スタッド（Big John Studd、本名：John William Minton、1948年2月19日 - 1995年3月20日）は、アメリカ合衆国のプロレスラー。ペンシルベニア州バトラー出身。
超大型のラフ&パワーファイターとしてWWFなどで活躍し、1980年代はアンドレ・ザ・ジャイアントを相手に巨人レスラー同士の抗争を繰り広げた。

## 来歴
カンザス州立大学を経てプロのアメリカンフットボール球団に3年間所属した後、キラー・コワルスキーに師事。1972年にコワルスキーの縁故により、WWWFにてチャック・オコーナー（Chuck O'Connor）のリングネームでデビュー。ミッドカード要員のヒールとして、アーノルド・スコーラン、ソニー・キング、トニー・ガレア、ゴリラ・モンスーンらと対戦してキャリアを積み、当時のWWWFヘビー級王者ペドロ・モラレスとも度々対戦した。以後、NWAの各テリトリーを経て、1975年6月よりインディアナポリスのWWAに参戦。1976年3月13日、オックス・ベーカーと組んでディック・ザ・ブルーザー&クラッシャー・リソワスキーからWWA世界タッグ王座を奪取した。
王座陥落後はWWWFに戻り、黒覆面のエクスキューショナー2号（The Executioner #2）に変身して1号のコワルスキーと覆面タッグチーム「ジ・エクスキューショナーズ」を結成。1976年5月11日、トニー・パリシ&ルイ・セルダンを下しWWWF世界タッグ王座を獲得。以降、チーフ・ジェイ・ストロンボー&ビリー・ホワイト・ウルフのインディアン・コンビと抗争するが、同年10月26日、ニコライ・ボルコフに覆面を被せ、3人目のメンバーに起用して防衛戦を行ったために王座を剥奪された（その後、新王者チーム決定トーナメントが行われ、決勝戦でボルコフ&トーア・カマタを破ったストロンボー組が12月7日に戴冠）。
1977年からはキャプテンUSA（Captain USA）なる別名義の覆面レスラーとして、フリッツ・フォン・エリックが主宰していたテキサス州ダラスのNWAビッグタイム・レスリングに登場。WWWFを共にサーキットしたブルーザー・ブロディと抗争を展開し、7月25日にブロディを破ってNWAアメリカン・ヘビー級王座を獲得。8月19日にはブル・ラモスと組み、ジミー・スヌーカ&ジノ・ヘルナンデスからNWAテキサス・タッグ王座を奪取した。
その後は素顔に戻り、リングネームをビッグ・ジョン・スタッド（Big John Studd）に定着させ、ジム・クロケット・ジュニアが運営していたノースカロライナのミッドアトランティック・チャンピオンシップ・レスリングで活動。リック・フレアーをパートナーに、1978年6月30日にリッキー・スティムボート&ポール・ジョーンズを破りNWAミッドアトランティック・タッグ王座を獲得した。以降も超大型のヒールとして同地区に定着し、ケン・パテラとのタッグやブラックジャック・マリガンとのスーパーヘビー級抗争などで活躍。マスクド・スーパースターの相棒となって再び覆面を被り、マスクド・スーパースター2号（The Masked Superstar #2）を名乗ったこともある。
1980年はAWAに進出して、マッドドッグ・バション、バロン・フォン・ラシク、ディノ・ブラボーらと対戦。クラッシャー・ブラックウェルと巨漢コンビを組み、グレッグ・ガニア&ジム・ブランゼルのハイ・フライヤーズとも抗争した。同年10月には全日本プロレスに初来日している。その後も各地で活躍を続け、1981年9月20日にはカナダのトロントにてアンジェロ・モスカからNWAカナディアン・ヘビー級王座を奪取。ジョージア（ジム・バーネット主宰のGCW）、フロリダ（エディ・グラハム主宰のCWF）、ルイジアナ（ビル・ワット主宰のMSWA）など南部の主要テリトリーも転戦し、フロリダではブルーザー・ブロディと共闘してダスティ・ローデスやブッチ・リードと抗争を繰り広げた。

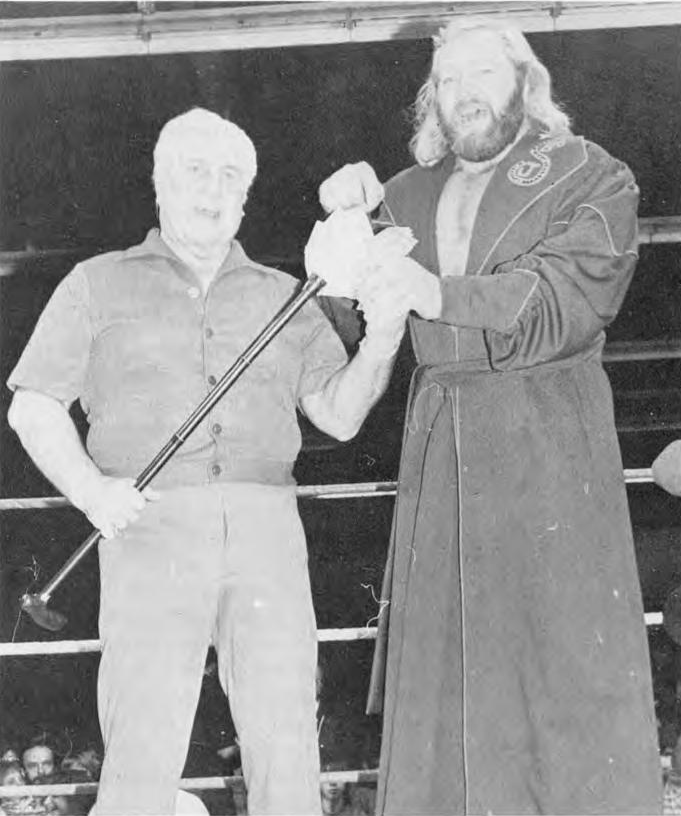
左はフレッド・ブラッシー
（1983年）

1982年末よりWWFと再契約し、フレッド・ブラッシーをマネージャーに迎えて活動。1983年1月22日、ニューヨークのマディソン・スクエア・ガーデンにてボブ・バックランドのWWFヘビー級王座に挑戦。アンドレ・ザ・ジャイアントとの大巨人対決もドル箱カードとして東部各地で行われた。同年には新日本プロレスのIWGPリーグ戦第1回大会にアメリカ代表として出場。リングネームはそのままだが、リーグ戦には当時WWFでスタッドと抗争中だったアンドレ・ザ・ジャイアントも参加しており、日本で両者がタッグを組んでいる写真などがアメリカで報道されることを避けるため、覆面を被りマスクマンとして試合を行った。その後も新日本プロレスに度々来日し、IWGPリーグ戦には1984年の第2回大会にも連続出場している。この第2回大会はWWFでのスケジュールのため序盤のみの参加だった（公には怪我による途中帰国とされていた）。開幕戦ではマスクド・スーパースターとの「マスクド・スーパースターズ対決」が行われている。
1984年からはビンス・マクマホン・ジュニアによるWWFの全米侵攻がスタートし、スタッドもヒールの主力メンバーとして全米サーキットに参加。ボビー・ヒーナンを新しいマネージャーに付け、新WWF王者ハルク・ホーガンと各地で対戦した。アンドレとの抗争も継続させ、1985年3月31日のレッスルマニア第1回大会では1万5千ドル争奪のボディスラム・マッチを行っている。以降もキングコング・バンディとの超大型コンビでタッグ戦線でも活躍したがタイトル奪取の機会には恵まれず、1987年からしばらくリングを離れ俳優業に進出。1988年の後半にベビーフェイスとしてWWFに復帰し、1989年1月15日のロイヤルランブルでは優勝を飾ったが、全盛期のような活躍は果たせず、同年の夏にWWFを離れ1990年に引退した。その後も単発的に俳優活動を続け、ミッキー・ローク主演の映画『ハーレーダビッドソン&マルボロマン』などに出演している。
1995年3月20日、ホジキンリンパ腫による悪性腫瘍のため死去。47歳没。2004年には長年の功績を称え、WWE殿堂に迎えられた。

## エピソード

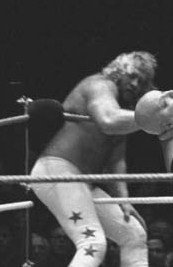
1985年

- 怪物的な巨体と強面の持ち主だが、素顔は温和な好人物で知られており、新日本プロレスへの来日時もミスター高橋や田中秀和ら関係者は一様にスタッドの人柄を称えていた。
- その一方、腕っぷしの強さも認められており、ブラックジャック・マリガンやブルーザー・ブロディもスタッドには一目置いていたという[27]。
- 引退後は何人かの若手レスラーの育成も手掛けている。新日本プロレスの留学生だった巨漢のロン・リースもその一人で、後にリースはWCWで同様のリングコスチュームを身に着けて「ビッグ・ロン・スタッド」を名乗ったことがある[28][29]。
- 2004年の殿堂入り式典には息子のジョン・ミントン・ジュニアが亡父に代わって出席した。父親同様の巨体の持ち主であり、WWEデビューを目指してタフイナフの第4シーズン（100万ドル・タフイナフ）にも参加したが、予選落ちとなっている。

## 得意技
- クローズライン
- ベアハッグ
- バックブリーカー
- エルボー・ドロップ
- パイルドライバー
- エアプレーン・スピン
- ハンマー・パンチ

## 獲得タイトル

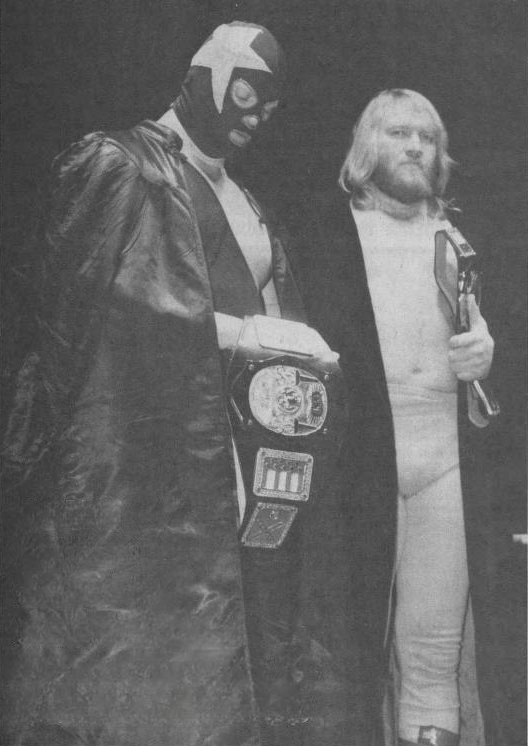
左はスーパー・デストロイヤー（1982年）

ワールド・レスリング・アソシエーション（インディアナポリス）
- WWA世界タッグ王座：1回（w / オックス・ベーカー）[5] ※チャック・オコーナー名義

NWAビッグタイム・レスリング
- NWAアメリカン・ヘビー級王座：1回[8] ※キャプテンUSA名義
- NWAテキサス・タッグ王座：1回（w / ブル・ラモス）[9] ※キャプテンUSA名義

NWAミッドパシフィック・プロモーションズ
- NWA北米ヘビー級王座（ハワイ版）：1回[30]
- NWAハワイ・タッグ王座：1回（w / バディ・ローズ）[31]

ミッドアトランティック・チャンピオンシップ・レスリング
- NWAミッドアトランティック・タッグ王座：4回（w / リック・フレアー×2、ケン・パテラ、マスクド・スーパースター1号*）[10] ※*はマスクド・スーパースター2号名義

メープル・リーフ・レスリング
- NWAカナディアン・ヘビー級王座（トロント版）：1回[17]

ジョージア・チャンピオンシップ・レスリング
- NWAナショナル・タッグ王座（ジョージア版）：1回（w / スーパー・デストロイヤー）[32]

チャンピオンシップ・レスリング・フロム・フロリダ
- NWAグローバル・タッグ王座（フロリダ版）：1回（w / ジミー・ガービン）[33]

ヨーロピアン・レスリング・ユニオン
- EWU世界スーパーヘビー級王座：1回[34]

ワールド・チャンピオンシップ・レスリング
- WCW殿堂：1995年度

ワールド・レスリング・エンターテインメント
- WWWF世界タッグ王座：1回（w / エクスキューショナー1号）[7] ※エクスキューショナー2号名義
- WWFロイヤルランブル優勝：1回（第2回大会）[25]
- WWE殿堂：2004年度[1] ※インダクターはビッグ・ショー

## マネージャー
- ルー・アルバーノ（WWWF） ※エクスキューショナー2号時代
- ゲーリー・ハート（BTW）
- ジン・アンダーソン（MACW）
- J・J・ディロン（CWF）
- フレッド・ブラッシー（WWF）
- ロディ・パイパー（WWF）
- ボビー・ヒーナン（WWF）